# Giovanni Toti
Giovanni Toti (n. 7 septembrie 1968, Viareggio, Toscana, Italia) este un politician italian.